# Aschenau (Offenberg)

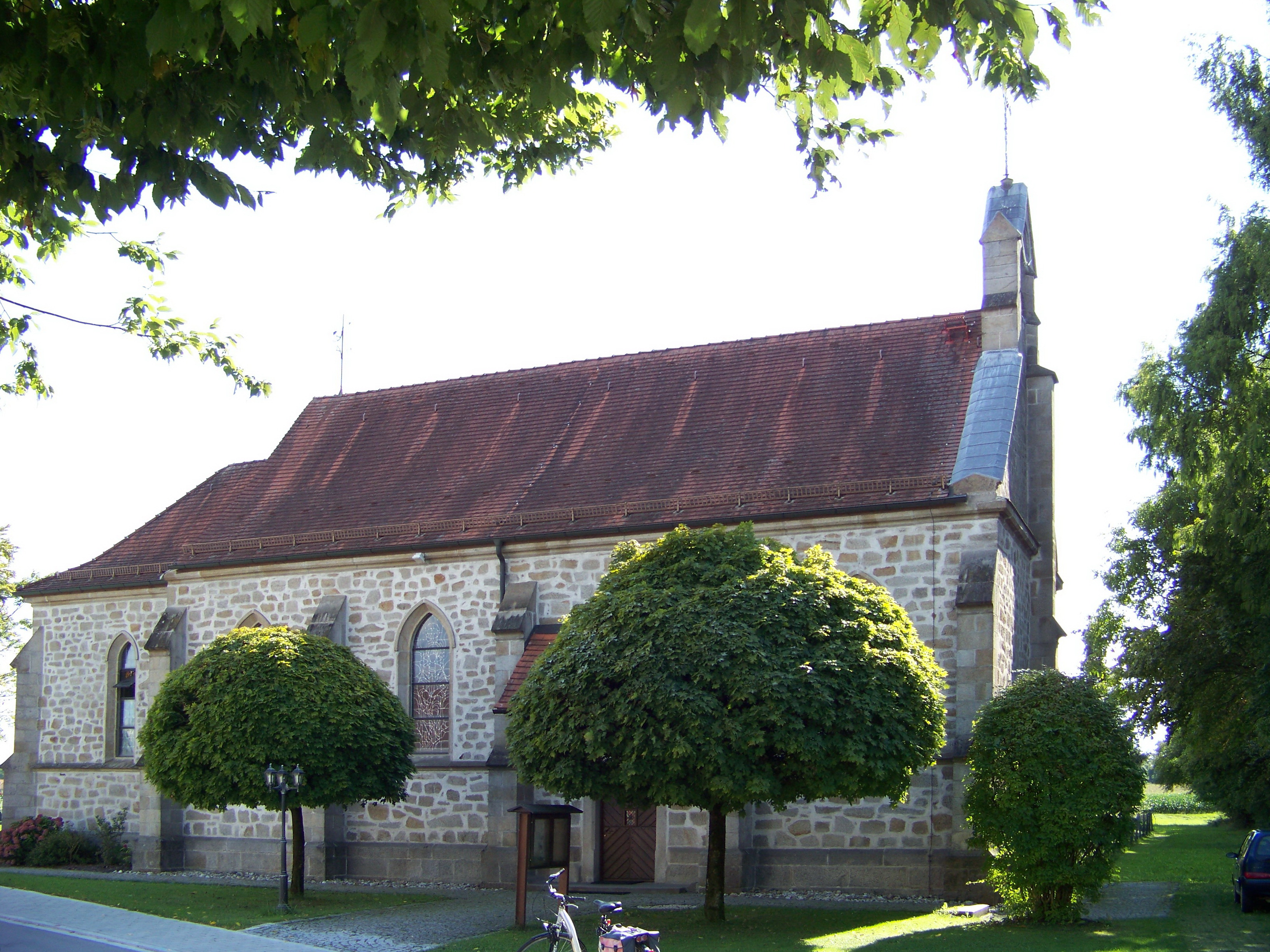
Die katholische Kirche Herz Jesu

Aschenau ist ein Gemeindeteil der Gemeinde Offenberg im niederbayerischen Landkreis Deggendorf.

## Geografie
Das Kirchdorf Aschenau liegt zwischen Schwarzach und Neuhausen an dem Bach Schwarzach vor den Höhen des Bayerischen Waldes.

## Geschichte
Aschenau wurde erstmals im 12. Jahrhundert erwähnt, damals hieß es noch "Eschenaue". 1263 gab es bereits ein Forsthaus mit Gasthaus. Im Jahr 1808 bildete Aschenau mit dem damals noch größeren Nachbarort Penzenried die Gemeinde Penzenried. Davor wurde Aschenau vom Landgericht Mitterfels verwaltet. 1869 wurde in Aschenau die erste Schule errichtet und 18 Jahre später die Ortskirche, die noch heute steht. Für einen eigenen Pfarrer bauten die Bürger in Eigenleistung ein Pfarrhaus, das 1913 fertiggestellt wurde. 1938 wurde auch ein Friedhof errichtet und 1968 mit einem Leichenhaus erweitert. Das 1935 abgebrannte und danach sofort wieder aufgebaute Schulhaus konnte 1964 durch einen zweiten Schulsaal erweitert werden. Nach 165 Jahren Bestand wurde die Gemeinde Penzenried mit der Gemeinde Buchberg in die Gemeinde Offenberg eingegliedert.

## Einwohner- und Ortsentwicklung
Auf dem Gebiet der ehemaligen Gemeinde Penzenried wurde im Jahr 1767 erst ein Haus gezählt, 1841 bereits 16 und 1846 bereits 45 Häuser und 1875 waren es bei der Volkszählung 380 Einwohner, Heute sind es 414 Einwohner in 141 Häusern.

## Wirtschaft einschließlich Land- und Forstwirtschaft
Es gibt mehrere kleine Betriebe wie z. B. ein Bestattungsinstitut, zwei Schreinereien, eine Kfz-Werkstatt, einen Malerbetrieb sowie zehn Vollerwerbslandwirte und zehn Nebenerwerbslandwirte.

## Baudenkmal
- Expositurkirche Herz Jesu. Der neugotische unverputzte Hausteinbau mit eingezogenem Chor und Giebelreiter wurde 1886 errichtet.

## Vereins- und Gesellschaftsleben
In Aschenau gibt es sechs Vereine wie den Sportverein oder die Freiwillige Feuerwehr Aschenau sowie den Herz-Jesu-Verein, der sich schon seit 1909 die Förderung der Kirche in Aschenau auf die Fahnen geschrieben hat. Im Dorf gibt es außerdem eine Landjugend und drei Stammtische.